# Ziad Fazah
Ziad Youssef Fazah (Monrovia, 10 giugno 1954) è un linguista e insegnante libanese naturalizzato brasiliano.

## Biografia
Nato in Liberia, si trasferì con la famiglia a pochi anni d'età in Libano. Dagli anni settanta vive in Brasile a Porto Alegre, dove insegna lingue.
In una intervista che diede ad Atene nel 1991 dichiarò di saper parlare e leggere 58 lingue. In base a tale dichiarazione il Guinness dei primati lo citò nell'edizione del 1993 come uno dei maggiori poliglotti contemporanei, capace appunto di parlare 58 lingue.
Tuttavia le sue conoscenze linguistiche, messe alla prova nella trasmissione televisiva cilena Viva el lunes, sono risultate molto diverse. Gli furono poste, da persone di madrelingua, otto domande in lingue a suo dire di sua conoscenza: il finlandese, l'inglese, il cinese, il farsi, il russo, l'hindi, l'Arabo egiziano e il greco moderno. A nessuna di esse diede però una risposta correlata alla domanda, eccezion fatta per il finlandese, l'arabo egiziano e l'inglese. Fazah non riuscì a capire neppure la semplice frase in russo "Какой сегодня день недели?", che significa "Quale giorno della settimana è oggi?".
In seguito Fazah provò a ristabilire la sua immagine aprendo un canale Youtube, dove dimostrò la conoscenza più o meno ampia di alcuni degli idiomi di cui si definiva conoscitore, rispettivamente: l'inglese, lo spagnolo, il portoghese, il francese, il tedesco, lo swahili, l'hindi, il cinese, l'italiano, l'olandese, l'arabo, l'ebraico, il polacco, il russo, il giapponese, il rumeno e il turco. Non c'è dunque alcuna prova che egli conosca, con un livello medio di abilità, altre lingue oltre a quelle sopraccitate.      